# Silberhorn (bergstopp i Schweiz)
Silberhorn är en bergstopp i Schweiz.   Den ligger i distriktet Interlaken-Oberhasli och kantonen Bern, i den centrala delen av landet, 60 km sydost om huvudstaden Bern. Toppen på Silberhorn är 3 695 meter över havet, eller 63 meter över den omgivande terrängen. Bredden vid basen är 0,28 km.
Terrängen runt Silberhorn är huvudsakligen mycket bergig. Närmaste större samhälle är Grindelwald, 11,3 km nordost om Silberhorn. 
Trakten runt Silberhorn är permanent täckt av is och snö. Trakten runt Silberhorn är nära nog obefolkad, med mindre än två invånare per kvadratkilometer.